# Cornet acoustique
Pour les articles homonymes, voir Cornet.

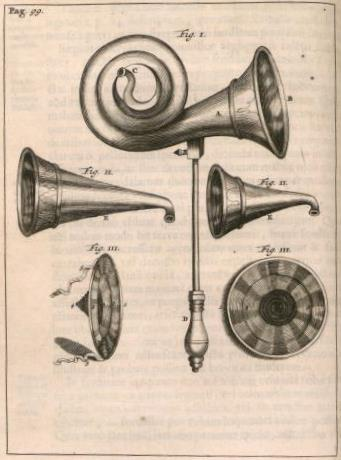
Cornets acoustiques du XVIIIe siècle

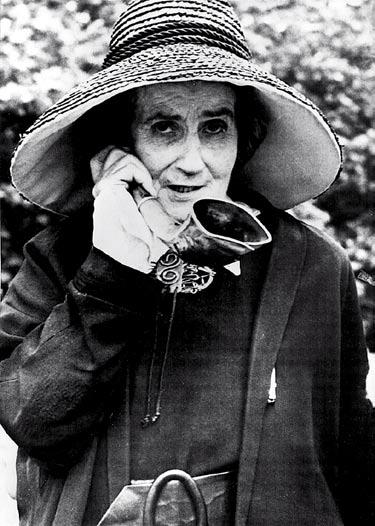
Louise Elisabeth de Meuron avec son cornet acoustique

Un cornet acoustique est un dispositif tubulaire ou en forme d'entonnoir qui recueille les ondes sonores et les conduit à l'oreille. Il en résulte un renforcement de l'intensité sonore vers le tympan et donc une meilleure audition pour des personnes qui ont une déficience auditive, faisant de ce dispositif un précurseur de l'aide à l'audition moderne.
Appareil d’amplification sonore à la mode à l'époque victorienne, les cornets acoustiques étaient en tôle, argent, bois, coquilles d'escargots ou cornes d'animaux.

## Histoire
- 1589 : Dans le chapitre V du Livre XX de la deuxième édition sa Magia Naturalis (1589) le savant napolitain Gianbattista della Porta formule l'hypothèse de la construction d'un appareil permettant d'améliorer les capacités auditives de l'homme à partir de l'observation des oreilles des animaux ayant de grandes oreilles (lapin, âne, chien, vaches) et de la lecture des Anciens[1].
- 1613 : Paolo Aproino, médecin à Trévise, envoie une lettre à son maître Galilée dans laquelle il décrit un appareil acoustique de forme hyperbolique[2]
- 1624 : Le recueil Récréation mathématique, généralement attribué au mathématicien jésuite Jean Leurechon, mais qui est probablement écrit par l'ingénieur lorrain Jean Appier Hanzelet (1596-1647)[3], suggère un cornet acoustique et signale que quelques grands seigneurs se servent déjà de ce type d'appareil, en forme d'entonnoir, en argent, cuivre ou toute autre matière résonnante[4].
- 1626 : Le philosophe anglais Francis Bacon formule la possibilité d'une « ear spectacle » (lentille pour les oreilles)[5]
- 1665 : Le savant anglais Robert Hooke émet l'hypothèse de la définition d'un otocousticon. Isaac Newton s'intéresse à ce projet et dessine une esquisse d'appareil[6]
- 1706 : Jacques Joseph Duguet utilise des tubes intégrés dans les bras d'un fauteuil pour recevoir des sons[7]. Ce dispositif a été par la suite contrefait[8].
- de 1812 à 1814 : Johann Nepomuk Mälzel fabrique des cornets acoustiques pour Ludwig van Beethoven. Ils sont maintenant conservés à Bonn, dans la Beethovenhaus (maison natale du compositeur).
- 1816 : René-Théophile-Hyacinthe Laennec invente le stéthoscope pour écouter les bruits du cœur.
- 1880 : le physicien américain Alfred Marshall Mayer invente le topophone, double cornet acoustique relié aux oreilles par l’intermédiaire d’un tuyau souple, permettant d'estimer la provenance du son, surtout utilisé par les navigateurs[9].
- 1910 : la société Kirchner & Wilhelm à Asperg offre de nombreux modèles de stéthoscopes dans son catalogue.
- 1963 : le fabricant de cornets acoustiques FC Rein et Fils cesse son activité, il s'agissait de la dernière entreprise de ce genre.

## Dans la culture populaire
Dans la bande dessinée Tintin, le personnage du Professeur Tournesol utilise parfois un cornet acoustique.